# Olivier Houdé
Vous pouvez aider à l'améliorer ou bien discuter des problèmes sur sa page de discussion.
- Il ne s’appuie pas, ou pas assez, sur des sources secondaires ou tertiaires. (Marqué depuis janvier 2024)
- Sa forme n’est pas encyclopédique et ressemble trop à un curriculum vitæ. Modifiez le texte pour aider à le transformer en article neutre. (Marqué depuis janvier 2024)

- Archive Wikiwix
- Bing
- Cairn
- DuckDuckGo
- E. Universalis
- Gallica
- Google
- G. Books
- G. News
- G. Scholar
- Persée
- Qwant
- (zh) Baidu
- (ru) Yandex
- (wd) trouver des œuvres sur Wikidata

Olivier Houdé, né le 28 juin 1963 à Bruxelles, est un enseignant-chercheur et psychologue franco-belge. Professeur de psychologie du développement à l'Université de Paris, il est administrateur de l'Institut universitaire de France de 2018 à 2023. 
Ses recherches portent sur le développement de l'enfant et les neurosciences cognitives. Son laboratoire de la Sorbonne est connu en France et dans le monde pour avoir développé une théorie nouvelle du développement cognitif, du raisonnement et de la décision, fondée sur le processus d'inhibition et de contrôle cognitif qui dépend du cortex préfrontal, à l'avant du cerveau.

## Biographie
Olivier Houdé est instituteur de formation initiale (École Normale Saint-Thomas, à Bruxelles, devenue aujourd’hui la Haute École Galilée), puis réalise un doctorat de psychologie à l'université Paris 5 (Sorbonne) en 1991, spécialisé en psychologie du développement cognitif de l'enfant, et une habilitation universitaire en 1994. Il est nommé Professeur en psychologie expérimentale dans cette même université en 1995. En 1998, il réalise un DEA  complémentaire de biologie humaine à l'université Claude Bernard de Lyon pour se spécialiser en imagerie cérébrale, technologie alors naissante.
En 1998, il dirige la collection « Psychologie et sciences de la pensée » aux Presses universitaires de France (PUF)
Il dirige le Laboratoire de psychologie du développement et de l’éducation de l’enfant (LaPsyDÉ) de l'université de Paris et du CNRS, de 1998 à 2018. Dans une tribune du Monde, il indique en 2018 : « Avec mon laboratoire du CNRS, nous avons réalisé depuis dix ans les toutes premières recherches en France utilisant l'imagerie par résonance magnétique fonctionnelle (IRMf) avec des enfants volontaires d’écoles maternelles et primaires pour comprendre comment ils apprennent à lire, écrire, compter, penser (ou raisonner) et respecter autrui. [...] Aujourd'hui, nous suivons les capacités de raisonnement d’adolescents jusqu'au lycée et au bac, mais aussi leurs capacités de contrôle cognitif et émotionnel, qui dépendent du cortex préfrontal, à l’avant du cerveau, et du système limbique. On explore également l’impact sur le cerveau d’apprentissages cognitifs quotidiens sur tablettes numériques. »
Membre junior de l'Institut universitaire de France de 1997 à 2002, puis senior de 2007 à 2018, il en est l'administrateur de 2018 à 2023.
Le 3 décembre 2018, il est élu membre de l'Académie des sciences morales et politiques au fauteuil de Lucien Israël.
Le 25 mars 2019, il est élu à l'Académie royale des sciences, des lettres et des beaux-arts de Belgique.

## Publications principales
- Jacqueline Bideaud et Olivier Houdé, Cognition et développement : Boîte à outils théoriques, Berne et New York, Peter Lang, 1991, 153 p.
- Olivier Houdé, Catégorisation et développement cognitif  (préf. Jacqueline Bideaud), Paris, PUF, 1992, 204 p. (BNF 35512632)
- Jacqueline Bideaud, Olivier Houdé et Jean-Louis Pedinielli, L'Homme en développement, Paris, PUF, coll. "Collection Premier Cycle", 1993, 522 p. (réédité en 2015, coll. "Quadrige classique").
- Olivier Houdé et Denis Miéville, Pensée logico-mathématique : nouveaux objets interdisciplinaires, Paris, PUF, coll. « Psychologie et sciences de la pensée », 1993, 249 p. (ISBN 2-13-045992-7, BNF 35617544)
- Olivier Houdé, Rationalité, développement et inhibition. Un nouveau cadre d’analyse, Paris, PUF, coll. « Psychologie et sciences de la pensée », 1995, 146 p. (ISBN 2-13-047291-5, BNF 35795132)
- Olivier Houdé et al. (Eds.), Vocabulaire de sciences cognitives : Neurosciences, psychologie, intelligence artificielle, linguistique et philosophie (Grands Dictionnaires), Paris, PUF, 1998.
- Olivier Houdé et Claire Meljac (Eds.), L'esprit Piagétien : Hommage international à Jean Piaget, Paris, PUF, 2000, 242 p.
- Olivier Houdé, Bernard Mazoyer et Nathalie Tzourio-Mazoyer, Cerveau et psychologie, Paris, PUF, coll. « Collection Premier cycle », 2002, 609 p. (ISBN 2-13-050912-6, ISSN 1158-6028, BNF 38812056)
- Olivier Houdé, La psychologie de l’enfant, Paris, PUF, coll. « Que sais-je ? » (no 369), 2016 (1re éd. 2003), 127 p. (ISBN 978-2-13-078950-5, ISSN 0768-0066, BNF 45223581)
- Olivier Houdé (Editor in Chief), Dictionary of cognitive science, New York and London, Routledge, 2004, 428 p.
- Olivier Houdé, 10 leçons de psychologie et de pédagogie, Paris, PUF, coll. « Que sais-je ? », 2006, 116 p. (ISBN 2-13-055811-9, EAN 9782130558118, BNF 40241861)
- Olivier Houdé, Les 100 mots de la psychologie, Paris, PUF, coll. « Que sais-je ? », 2018, 3e éd. (1re éd. 2008), 125 p. (ISBN 978-2-13-080136-8, BNF 45530243) (2e édition 2011)
- Olivier Houdé et Gaëlle Le Roux, Psychologie du développement cognitif, 2009, 256 p. Paris, PUF.
- Olivier Houdé, Le raisonnement, Paris, PUF, coll. « Que sais-je ? », 2018, 2e éd. (1re éd. 2014), 127 p. (ISBN 978-2-13-080389-8, BNF 45531524)
- Olivier Houdé, Apprendre à résister, Paris, Le Pommier, coll. « Manifestes », 2014, 93 p. (ISBN 978-2-7465-0774-6, EAN 9782746507746, BNF 44223753)
- Olivier Houdé, Histoire de la psychologie, Paris, PUF, coll. " Que sais-je ?", 2016, 128 p.
- Olivier Houdé, L'école du cerveau : De Montessori, Freinet et Piaget aux sciences cognitives, Mardaga, 2018, 208 p. (ISBN 978-2-8047-0564-0, lire en ligne)
- Olivier Houdé et Grégoire Borst, Mon cerveau, Paris, Nathan, coll. « Questions ? Réponses !. 7+ » (no 49), 2018, 31 p. (ISBN 978-2-09-257680-9, EAN 9782092576809, BNF 45456705, présentation en ligne)
- Olivier Houdé et Grégoire Borst, Le cerveau et les apprentissages, Paris, LEA fr Nathan, coll. « Les repères pédagogiques », 2018, 336 p. (ISBN 978-2-09-124640-6, EAN 9782091246406, BNF 45586209, présentation en ligne)
- Olivier Houdé et Grégoire Borst, Explore ton cerveau, Paris, Nathan, coll. "Kididoc", 2019, 32 p.
- Olivier Houdé, Comment raisonne notre cerveau (Que sais-je ? La Bibliothèque), Paris, PUF, 460 p.
- Olivier Houdé, L'intelligence humaine n'est pas un algorithme, Paris, Odile Jacob, 2019, 256 p.
- Olivier Houdé, 3-System Theory of the Cognitive Brain: A Post-Piagetian Approach, New York and London, Routledge, 2019, 134 p.
- Olivier Houdé, L'inhibition au service de l'intelligence. Penser contre soi-même, Paris, PUF, 2020.
- Olivier Houdé, L'intelligence, Paris, PUF, coll. " Que sais-je ?", 2021, 128 p.
- Olivier Houdé et Grégoire Borst, The Cambridge Handbook of Cognitive Development. Cambridge and New York: Cambridge University Press, 2022, 710 p.
- Olivier Houdé, Paul Valéry, amoureux de son cerveau, Paris, Odile Jacob, 2022, 140 p.

## Distinctions

### Décorations
- Chevalier de la Légion d'honneur (2013)[9].
- Commandeur de l'ordre des Palmes académiques, décret du 21 juillet 2021 (promotion du 14 juillet par le Premier Ministre).
- Commandeur de l'ordre de la Couronne en 2023 (Belgique).

### Distinctions
- Doctorat honoris causa de l'université du Québec à Montréal, Canada (2015)

### Prix
- Prix Dagnan-Bouveret de l'Académie des sciences morales et politique pour l'ouvrage Cerveau et psychologie (2002).
- Prix international Roberval – mention jeunesse pour l'ouvrage L'enfant et les écrans (2013).
- Prix Binoux, Henri de Parville, Jean-Jacques Berger, Remlinger d'histoire des sciences et épistémologie de l’Académie des sciences (2014)[10] pour l'ouvrage Le Raisonnement.
- Grand prix Moron (philosophie) de l'Académie française pour l'ouvrage Apprendre à résister (2015)[11].